# Phosphatidylinositol-3,5-bisphosphate
Un phosphatidylinositol-3,5-bisphosphate (abrégé PtdIns(3,5)P2 ou PI(3,5)P2) est l'une des sept classes de phosphoinositides des membranes cellulaires des eucaryotes, c'est-à-dire un dérivé phosphorylé de phosphatidylinositols.